# Matt Benning
Matthew „Matt“ Benning (* 25. Mai 1994 in Edmonton, Alberta) ist ein kanadischer Eishockeyspieler, der seit Oktober 2024 bei den Toronto Maple Leafs aus der National Hockey League (NHL) unter Vertrag steht und parallel für deren Farmteam, die Toronto Marlies, in der American Hockey League (AHL) auf der Position des Verteidigers spielt. Zuvor verbrachte er vier Jahre in der Organisation der Edmonton Oilers und spielte je zwei Jahre für die Nashville Predators und San Jose Sharks.

## Karriere
Benning verbrachte seine Juniorenzeit zunächst zwischen 2010 und 2012 bei den Spruce Grove Saints in der Alberta Junior Hockey League (AJHL), mit denen er in seiner Rookiesaison den Rogers Wireless Cup gewann. Nach seinem zweiten Jahr dort wurde er im NHL Entry Draft 2012 in der sechsten Runde an 175. Position von den Boston Bruins aus der National Hockey League (NHL) ausgewählt. Der Verteidiger wechselte im Anschluss daran für die Spielzeit 2012/13 in die United States Hockey League (USHL) zu den Dubuque Fighting Saints. Auch dort gelang es Benning mit dem Team die Meisterschaft der Liga in Form des Clark Cup zu erringen.
Im Sommer 2013 zog es den Abwehrspieler an die Northeastern University, womit er sich für eine Weiterführung seiner Karriere im US-amerikanischen Collegesportsystem entschied. Alternativ bestand die Option eines Engagements bei den Kootenay Ice aus der Western Hockey League (WHL). Benning spielte neben seinem Studium drei Jahre lang für das Eishockeyteam der Universität in der Hockey East, einer Division im Spielbetrieb der National Collegiate Athletic Association (NCAA). Am Ende der Saison 2015/16 gelang ihm – zum Abschluss seiner Collegezeit – auch hier der Gewinn der Meisterschaft.
Da die Boston Bruins den Verteidiger in den folgenden vier Jahren nach dem Entry Draft nicht verpflichtet hatten, war Benning in der Lage, den offenen Markt als Free Agent zu testen. Letztlich nahm er im August 2016 ein Angebot der Edmonton Oilers aus seiner Geburtsstadt an. Für das NHL-Franchise feierte er Anfang November sein Debüt, nachdem er den Vormonat im Farmteam Bakersfield Condors in der American Hockey League (AHL) verbracht hatte. In der Folge etablierte sich Benning im NHL-Aufgebot der Oilers und kam dort fortan regelmäßig zum Einsatz.
Nach vier Jahren in Edmonton wurde sein auslaufender Vertrag nach der Spielzeit 2019/20 nicht verlängert, sodass er sich im Oktober 2020 als Free Agent den Nashville Predators anschloss. In gleicher Weise wechselte er im Juli 2022 zu den San Jose Sharks, wo er einen Vierjahresvertrag erhielt. Von der Saison 2023/24 verpasste er allerdings den Großteil aufgrund einer Hüftverletzung samt anschließender Operation. Nach zwei Jahren in San Jose wurde er im Oktober 2024 samt einem konditionalen Drittrunden-Wahlrecht im NHL Entry Draft 2025 sowie einem Sechstrunden-Wahlrecht im NHL Entry Draft 2026 an die Toronto Maple Leafs abgegeben. Im Gegenzug erhielten die Sharks Timothy Liljegren.

## Erfolge und Auszeichnungen
- 2011 Rogers-Wireless-Cup-Gewinn mit den Spruce Grove Saints
- 2013 Clark-Cup-Gewinn mit den Dubuque Fighting Saints
- 2016 Lamoriello-Trophy-Gewinn mit der Northeastern University

## Karrierestatistik
Stand: Ende der Saison 2024/25
(Legende zur Spielerstatistik: Sp oder GP = absolvierte Spiele; T oder G = erzielte Tore; V oder A = erzielte Assists; Pkt oder Pts = erzielte Scorerpunkte; SM oder PIM = erhaltene Strafminuten; +/− = Plus/Minus-Bilanz; PP = erzielte Überzahltore; SH = erzielte Unterzahltore; GW = erzielte Siegtore; 1 Play-downs/Relegation; Kursiv: Statistik nicht vollständig)

## Familie
Bennings Familie ist bereits in der dritten Generation in der National Hockey League vertreten. Sein Vater Brian Benning war zwischen 1985 und 1995 in der Liga aktiv und bestritt 616 Spiele für fünf verschiedene Franchises. Seine Onkel Jim Benning, der 617 Spiele für zwei verschiedene NHL-Teams bestritt und nach Stationen als Scout inzwischen als General Manager der Vancouver Canucks tätig ist, und Mark Benning, der für den EC Bad Nauheim in Deutschland spielte, haben ebenfalls einen Eishockey-Hintergrund. Deren Vater Elmer Benning arbeitet seit dem Jahr 2000 als Amateur-Scout für die Canadiens de Montréal. In gleicher Position arbeitet auch Mark Bennings Cousin Brandon Benning bei den Vancouver Canucks unter seinem Vater Jim.